# Eva Lovia
Eva Lovia, pseudonimo di Candice Clarke (Myrtle Beach, 29 maggio 1989), è un'attrice pornografica statunitense.
È diventata particolarmente nota dopo aver vinto nel 2015 la prima edizione del reality show DP Star, in cui la casa di produzione Digital Playground va alla ricerca della più promettente tra le stelle emergenti della pornografia, e per averne presentato la seconda edizione. In quanto vincitrice, essa fu anche assunta come Fleshlight Girl assieme ad altri nomi famosi dell'industria pornografica, come Lisa Ann, Tori Black, Joanna Angel, Jenna Jameson e Tera Patrick.

## Biografia
Nata a Myrtle Beach, nella Carolina del Sud, vanta una discendenza giapponese e spagnola ed è cresciuta nell'Upstate New York, ossia in quella parte dello Stato di New York più a nord rispetto all'area metropolitana di New York. Prima di dedicarsi all'industria dell'intrattenimento per adulti, ha lavorato da Hooters e in seguito, nel corso della sua carriera di pornostar, si è laureata in psicologia.

## Carriera
Ha iniziato la sua carriera nel 2012 esibendosi solamente in scene di sesso omosessuale, decidendo solo nel 2015 di passare anche al sesso eterosessuale dopo aver capito, stando a quanto dice, che solo così avrebbe potuto far decollare la sua carriera. La prima scena che girò con un uomo fu quindi prodotta dalla Reality Kings e la vide impegnata in un rapporto con Mick Blue. Dopo aver vinto, nel gennaio 2015, la prima edizione del reality show DP Star ed essere stata messa sotto contratto dalla Digital Playground, fu protagonista di un annuncio che fece abbastanza scalpore, poiché il sito Pornhub annunciò di averla scelta assieme a Johnny Sins per l'ambizioso progetto di girare un film pornografico nello spazio. La produzione, intitolata Sexplorations, avrebbe dovuto essere girata in una navicella spaziale in orbita terrestre bassa previo il raggiungimento della cifra di 3,4 milioni di dollari attraverso un'operazione di raccolta fondi online. La raccolta di fondi però non diede il risultato sperato, arrivando a meno del 10% della cifra richiesta, e il progetto fu accantonato. Lo stesso anno partecipò a una campagna della The Blue Ball Foundation per attirare l'attenzione sul problema del tumore del testicolo in Australia partecipando a una parodia della serie Il Trono di Spade intitolata Game of Balls.
Oltre che con la Digital Playground, ha poi lavorato anche per Greg Lansky creatore dei siti web Blacked, Tushy e Vixen e per il sito HardX, e infine nel 2016 ha aperto il suo proprio sito. Nel 2016, dopo aver vinto la prima edizione del DP Star, è tornata come conduttrice nella seconda edizione. Ha posato come Pet of Month per la rivista Penthouse nel dicembre 2017.
Sebbene, nonostante le molte nomination, non abbia mai vinto alcun AVN Award, i cosiddetti "Oscar del porno", nel 2018, la rivista Fortune l'ha inclusa nella lista delle dodici pornostar più popolari del mondo dell'intrattenimento per adulti.

## Filmografia parziale
- Amateur Lesbians Fuck (2013)
- Getting Schooled (2013)
- Show No Mercy (2013)
- College Rules 17 (2014)
- Rookie of The Year: 2015 (2013)
- Anchorwoman: A XXX Parody (2015)
- College Rules 20 (2015)
- Eva’s Adventures (2015)
- Flesh (2015)
- Kill Bill: A XXX Parody (2015)
- Massive Curves (2015)
- Monarch: Agents of Seduction (2015)
- Bulldogs (2016)
- Lick It Good (2016)
- My Dad’s Hot Girlfriend 30 (2016)
- PornstarFantasy 3 (2016)
- Sex Machina: A XXX Parody (2016)
- We Live Together.com 43 (2016)
- Agent 69 (2017)
- Ass Parade 61 (2017)
- Eva (2017)
- My Wife’s Hot Sister (2017)